# Erytrofobia
Erytrofobia (łac. erythrophobia z gr. erytros 'czerwony' i phobos 'strach, lęk') – chorobliwy lęk przed czerwienieniem się. Jest zwykle jednym z objawów fobii społecznej, choć może też występować samodzielnie (erythrophobia separata). Zwykle skutkuje właśnie rumienieniem się, np. w sytuacjach towarzyskich; może to prowadzić do unikania ich. Takie chorobliwe czerwienienie się może być spowodowane zaburzeniami układu współczulnego. Do leczenia izolowanej erytrofobii bywają niekiedy stosowane β-blokery, np. propranolol; natomiast w przypadku cięższych współistniejących zaburzeń lękowych (np. w fobii społecznej) optymalnym wyjściem jest leczenie podstawowego zaburzenia.